# San Pedro de Urabá
San Pedro de Urabá är en ort i Colombia.   Den ligger i departementet Antioquía, i den nordvästra delen av landet, 500 km nordväst om huvudstaden Bogotá. San Pedro de Urabá ligger 141 meter över havet och antalet invånare är 11 095.
Terrängen runt San Pedro de Urabá är platt åt nordväst, men åt sydost är den kuperad. Runt San Pedro de Urabá är det ganska glesbefolkat, med 40 invånare per kvadratkilometer. Det finns inga andra samhällen i närheten. Omgivningarna runt San Pedro de Urabá är en mosaik av jordbruksmark och naturlig växtlighet.